# NGC 7662
NGC 7662 је планетарна маглина у сазвежђу Андромеда која се налази на NGC листи објеката дубоког неба.
Деклинација објекта је + 42° 32' 8" а ректасцензија 23h 25m 53,9s. Привидна величина (магнитуда) објекта NGC 7662 износи 8,3 а фотографска магнитуда 9,2. NGC 7662 је још познат и под ознакама PK 106-17.1, CS=13., Blue snowball.